# Turanogryllus gratus
Turanogryllus gratus är en insektsart som beskrevs av Andrej Vasiljevitj Gorochov 1996. Turanogryllus gratus ingår i släktet Turanogryllus och familjen syrsor. Inga underarter finns listade i Catalogue of Life.